# Nissan Z Proto
La Nissan Z Proto è una concept car di vettura sportiva con carrozzeria coupé prodotta dalla casa automobilistica giapponese Nissan Motor e presentata il 16 settembre nel 2020.

## Caratteristiche
La Nissan Z Proto è una concept car con carrozzeria coupé che anticipa l’erede della sportiva Nissan 370Z. Viene presentata il 16 settembre 2020 dal CEO di Nissan Makoto Uchida. La carrozzeria è lunga 4.382 mm, larga 1.815 e alta 1.310 e risulta 11 centimetri più lunga e quattro centimetri più stretta rispetto alla 370Z. Il modello, seppur allo stato di prototipo, è semi definitivo ed è destinato alla produzione.
La casa giapponese comunica che il motore è V6 biturbo erogante 400 CV. Il pianale di base è una evoluzione del telaio FM comune alla precedente 370Z, così come la struttura degli interni che riprende lo scheletro della precedente introducendo una nuova plancia con schermo multimediale touchscreen da 12,3 pollici. Molti componenti interni sono ereditati dalla 370Z come le maniglie delle porte e il tunnel centrale.
Esteticamente la vettura possiede un design ispirato alla Nissan 240Z di prima generazione (S30) con fanali anteriori semi circolari, presa d’aria quadrata nel frontale e fanali posteriori integrati in un pannello di plastica nero che richiamano la Nissan 300ZX (Z32).
I cerchi in lega sono da 19" abbinati a pneumatici 255/40 anteriori e 285/35 posteriori con il doppio scarico inserito nel diffusore. Sul portellone posteriore è presente la targhetta “Fairlady Z”, storica denominazione utilizzata in Giappone per commercializzare la serie Z dal debutto.